# SMART-R
Pour les articles homonymes, voir Smart (homonymie).
Le SMART-R (Shared Mobile Atmospheric Research and Teaching Radar) est un radar météorologique monté sur une plateforme mobile et servant à la recherche et l'enseignement. Ce radar, parfois désigné par SR, fut créé par l'Université de l'Oklahoma (OU) avec l'aide de l'université A&M du Texas (TAMU) et de l'université Texas Tech en 2001.

## Développement
Durant les années 1990, plusieurs concepts de radars mobiles virent le jour. Idéalement, ces radars avaient pour but de servir de plateformes de recherche et d'observation, couvrant des régions peu couvertes par le réseau de radars météorologiques NEXRAD aux États-Unis. Un de ces concepts devint plus tard le Doppler on Wheels, qui comprend en 2017 une flotte de 3 véhicules opérationnels.
Le plus souvent, il s'agissait de radars de bande X à haute fréquence qui subissent cependant une atténuation importante de leur signal dans les fortes précipitations et ne sont donc utilisables qu'à courte portée du phénomène à étudier. Afin de contrer ces limitations, deux radars WSR-74 remplacés par les NEXRAD furent acquis par TAMU. Ceux-ci fonctionnant dans la bande C sont moins sujet à l'atténuation et ont globalement une portée utile plus grandes en réflectivité et en détermination de la vitesse radiale. Durant les années 1990, le développement du premier SMART-R, le SR-1, s'est fait mais lorsqu'un incendie s'est déclaré dans le garage où il était remisé, le camion servant de plateforme fut détruit ainsi que plusieurs composantes. Malgré tout, une grande partie du radar a survécu et le projet a pu s'achever avec la mise en service fin de 2001 su SR-1. Un second radar, le SR-2 fut ensuite débuté et il fut inauguré en 2004.

## Caractéristiques
L'antenne est montée sur une semi-remorque plateau. Le transmetteur de puissance maximale d'utilisation de 250 kW, alimenté par un générateur diésel, et le récepteur se trouvent à l'avant de la plateforme. La fréquence de fonctionnement la plus élevée pour les SR est de 5 635 MHz, tombant dans la bande C, et l'antenne parabolique de 2,5 m est alimenté à son point focal. Le gain d'antenne est d'environ 40 dB et la largeur de faisceau à mi-puissance est d'environ 1,5°.

## Déploiements
Depuis leur mise en fonction, les deux SMART-R effectuent des recherches sur le terrain dans diverses régions des États-Unis, y compris des recherches sur les ouragans et des études sur l'intensification des haboob. Ils ont aussi échantillonné des supercellules produisant des tornades dans les Grandes Plaines américaines, participant à des expériences in-situ tels que VORTEX-2 et VORTEX-SE.
Étant donné que la plate-forme SR se compose de deux radars individuels, les projets sont souvent organisés dans ce qu'on appelle une configuration double-Doppler. Il s'agit de disposés les deux radars à des endroits différents, ayant ainsi un point de vue décalé du même phénomène, ce qui permet de déduire a circulation d'air en trois dimensions dans les nuages.